# Cyrus Vance
Cyrus Roberts Vance (27. března 1917, Clarksburg, WV – 12. ledna 2002, New York City, NY) byl americký politik a diplomat. V letech 1977–1980 byl ministrem zahraničí ve vládě prezidenta Jimmyho Cartera a před tím v letech 1964–1967 byl náměstkem ministra obrany ve vládě prezidenta Lyndona Johnsona. Ještě dříve, ve vládě prezidenta Johna F. Kennedyho, byl ministrem pro Armádu a právním ředitelem ministerstva obrany.
Jako ministr zahraničí dával přednost jednání před konfliktem a vyvíjel značné úsilí k dosažení pokroku v odzbrojení. Jedním z viditelných výsledků tohoto úsilí byla smlouva se Sovětským svazem o omezení zbrojení (SALT II). V roce 1980 Vance rezignoval na protest proti operaci Eagle Claw, tajné misi k záchraně amerických rukojmí v Íránu. V pozici ministra zahraničí byl nahrazen Edmundem Muskiem.
V roce 1991 byl speciálním vyslancem OSN pro Jugoslávii, kde se rozhořel konflikt nejprve v Chorvatsku, a později v Bosně a Hercegovině. Byl autorem několika mírových plánů na řešení situace (např. známého Vance–Owenova plánu), které však nebyly jednotlivými stranami konfliktu přijaty.
Vance byl bratrancem (a také adoptivním synem) Johna W. Davise, prezidentského kandidáta za Demokratickou stranu v roce 1924. Syn Cyruse R. Vanceho, Cyrus Vance Jr., je okresním státním zástupcem pro Manhattan.